# Schwangerschaftskategorie
Die Schwangerschaftskategorie beschreibt Arzneistoffe hinsichtlich ihres Risikos, bei Anwendung während der Schwangerschaft Schäden und Missbildungen am Fötus zu verursachen.
Die medikamentöse Behandlung von Schwangeren und Müttern während der Stillzeit kann je nach Arzneistoff ein großes Problem darstellen und sollte mit dementsprechender Vorsicht und kritischer Prüfung durchgeführt werden. Die meisten Arzneistoffe passieren die Plazenta und treten in die Muttermilch über. Einige Arzneistoffe können das Kind schädigen, andere haben in umfangreichen Studien (bisher) keine fruchtschädigende (teratogene) Wirkung gezeigt.

Der bekannteste Fall einer teratogenen Wirkung wurde Anfang der 1960er Jahre publik: durch die Einnahme des Schlafmittels Thalidomid (Contergan®) während der Schwangerschaft wurden in Deutschland über 10.000 Kinder mit teilweise schweren Missbildungen geboren. Bei der Markteinführung in den späten 1950er Jahren war das Medikament noch als besonders sicher eingestuft worden, da im Tierversuch selbst bei zehnfacher Überdosierung keine tödlichen Nebenwirkungen auftraten. Mögliche fruchtschädigende Eigenschaften waren nicht untersucht worden. Als Folge des sogenannten Contergan-Skandals wurden in vielen Ländern strikte Vorschriften für eine sichere Arzneimittelanwendung geschaffen, die auch den Schutz des ungeborenen Lebens berücksichtigen.
Auch ohne Einnahme von Arzneimitteln während der Schwangerschaft beträgt die spontane Rate von kindlichen Missbildungen ca. 3 %. Kommen derartige Komplikationen unter einer medikamentöser Therapie der Mutter zustande, so besteht die Schwierigkeit, mögliche (seltene) Arzneiwirkungen von spontanen Missbildungen zu unterscheiden. Daher kann kein Arzneistoff als 100 % sicher für die Anwendung während der Schwangerschaft betrachtet werden. Trotzdem ist eine medikamentöse Therapie bei schwerwiegenden Erkrankungen der Schwangeren trotz möglicher Nebenwirkungen für das ungeborene Leben notwendig und sinnvoll.

## Deutschland: Risikogruppen zur Anwendung in der Schwangerschaft
Das in Deutschland verbreitete Arzneimittelverzeichnis „Rote Liste“ verwendet ein Chiffresystem für elf Risikogruppen in der medikamentösen Behandlung von Schwangeren.
| Kategorie | Beschreibung |
| --------- | --- |
| Gr 1      | Bei umfangreicher Anwendung am Menschen hat sich kein Verdacht auf eine embryotoxische/teratogene Wirkung ergeben. Auch der Tierversuch erbrachte keine Hinweise auf embryotoxische/teratogene Wirkungen.                                                     |
| Gr 2      | Bei umfangreicher Anwendung am Menschen hat sich kein Verdacht auf eine embryotoxische/teratogene Wirkung ergeben. |
| Gr 3      | Bei umfangreicher Anwendung am Menschen hat sich kein Verdacht auf eine embryotoxische/teratogene Wirkung ergeben. Der Tierversuch erbrachte jedoch Hinweise auf embryotoxische/teratogene Wirkungen. Diese scheinen für den Menschen ohne Bedeutung zu sein. |
| Gr 4      | Ausreichende Erfahrungen über die Anwendung beim Menschen liegen nicht vor. Der Tierversuch erbrachte keine Hinweise auf embryotoxische/teratogene Wirkungen.                                                                                                 |
| Gr 5      | Ausreichende Erfahrungen über die Anwendung beim Menschen liegen nicht vor. |
| Gr 6      | Ausreichende Erfahrungen über die Anwendung beim Menschen liegen nicht vor. Der Tierversuch erbrachte Hinweise auf embryotoxische/teratogene Wirkungen. |
| Gr 7      | Es besteht ein embryotoxisches/teratogenes Risiko beim Menschen (1. Trimenon). |
| Gr 8      | Es besteht ein fetotoxisches Risiko beim Menschen (2. Und 3. Trimenon). |
| Gr 9      | Es besteht ein Risiko perinataler Komplikationen oder Schädigungen beim Menschen. |
| Gr 10     | Es besteht das Risiko unerwünschter hormonspezifischer Wirkungen auf die Frucht beim Menschen. |
| Gr 11     | Es besteht das Risiko mutagener/karzinogener Wirkung. |

Anmerkungen zu den oben aufgeführten Chiffren:
Chiffren Gr 1–Gr 3: Arzneimittel, von denen mit an Sicherheit grenzender Wahrscheinlichkeit angenommen werden kann, dass sie von einer großen Zahl von schwangeren Frauen eingenommen wurden, ohne dass sich bis heute Hinweise auf eine erhöhte Rate an Missbildungen oder andere klinisch relevante Folgen für den Embryo ergeben hätten. Dem Grundsatz, dass Arzneimittel in der Schwangerschaft, besonders im 1. Trimenon, generell nur bei strenger Indikationsstellung unter Berücksichtigung des Risikos für Mutter und Kind angewendet werden sollen, tragen Hersteller Rechnung, die Einschränkungen in der Schwangerschaft angeben und dies mit Gr 1–Gr 3 begründen.
Chiffren Gr 4–Gr 6: Arzneimittel, von denen man annimmt, dass sie nur von einer kleinen Anzahl schwangerer Frauen eingenommen wurden, die aber nach den bisherigen Erfahrungen keine erhöhte Rate an Missbildungen oder andere schwerwiegende Folgen für den Embryo verursachten. Dazu gehören z. B.
- Arzneimittel, welche erst kurzzeitig im Handel sind
- Arzneimittel, deren Indikationsbereich die Anwendung bei einer großen Zahl schwangerer Frauen ausschließt.

Chiffre Gr 7:Unter „embryotoxisch“ wird die Summe aller mittelbaren und unmittelbaren Wirkungen auf den Embryo verstanden, die Missbildungen, andere bleibende Schäden oder Tod verursachen können.
Chiffre Gr 8: Unter „fetotoxisch“ wird die Summe aller mittelbaren und unmittelbaren Arzneimittelwirkungen auf den Fetus verstanden. Diese können vorübergehend (z. B. Elektrolytstörungen durch Diuretika) oder bleibend (z. B. Zahnverfärbung durch Tetracycline) sein. Als mittelbare Störung ist z. B. eine Minderdurchblutung der Plazenta anzusehen.
Chiffre Gr 9:Unter „perinatalen Komplikationen oder Schädigungen“ werden Arzneimittelwirkungen verstanden, die den Geburtsvorgang beeinflussen oder Schädigungen des Feten/Neugeborenen hervorrufen können (z. B. uteruskontrahierende Wirkung durch Ergotalkaloide, verstärkte Blutungen durch Prostaglandinsynthesehemmer, Ikterus neonatorum durch Sulfonamide).
Chiffre Gr 10:Diese Kategorie gilt insbesondere für Sexualhormone (z. B. Vermännlichung weiblicher Feten durch Androgene und synthetische Gestagene). Diese spezifischen Hormonwirkungen sind nicht unter Chiffre Gr 7 oder Gr 8 eingeordnet.

## USA:Pregnancy Category (PRC)
Die amerikanische Behörde Food and Drug Administration (FDA) hat 1979 mit den Pregnancy [risk] Categories (PRC) ein System zum Risikobeurteilung von fötalen Schäden durch Arzneistoffe vorgestellt, das heutzutage weltweit Verwendung findet. Die FDA teilt Arzneistoffe in fünf Risikokategorien ein:
| Kategorie | Beschreibung |
| --------- | --- |
| PRC A     | geeignete und kontrollierte Studien haben kein Risiko für den Fötus im ersten Trimenon ergeben (und es gibt keine Hinweise für ein Risiko in späteren Trimenons). |
| PRC B     | Reproduktive Tierversuche haben kein Risiko für den Fötus ergeben, es gibt jedoch nur unzureichende oder keine Studien zum fötalen Risiko beim Menschen. |
| PRC C     | Im Tierversuch wurden Nebenwirkungen auf den Fötus beobachtet, es gibt nur unzureichende oder keine Studien zum Risiko beim Menschen. Der potenzielle Nutzen des Arzneistoffes rechtfertigt jedoch möglicherweise die Anwendung während der Schwangerschaft trotz möglicher Risiken.                           |
| PRC D     | Durch Auswertungen von Nebenwirkungen, Marktbeobachtungen oder klinische Studien konnten Hinweise auf ein Risiko für den menschlichen Fötus gesichert werden. Der potenzielle Nutzen des Arzneistoffes rechtfertigt jedoch möglicherweise die Anwendung während der Schwangerschaft trotz möglicher Risiken.   |
| PRC X     | Durch Tierversuche oder Auswertungen von Nebenwirkungen, Marktbeobachtungen oder klinische Studien am Menschen konnten Hinweise auf ein Risiko oder Fehlbildungen beim menschlichen Fötus gesichert werden. Die Risiken durch eine Anwendung in der Schwangerschaft überwiegen eindeutig den möglichen Nutzen. |

## Australien:ADEC Pregnancy Category Definitions
in Australien hat eine Kommission des Australian Drug Evaluation Committee (ADEC) mit den ADEC Pregnancy Category Definitions eine mit dem amerikanischen System vergleichbare Systematik herausgegeben, die sich nur in einigen Punkten leicht unterscheidet:
| Kategorie | Beschreibung |
| --------- | --- |
| PRC A     | Wirkstoff von vielen Schwangeren/Gebärfahigen eingenommen, keine Häufung von Missbildungen (o. Ä.) bekannt.                                                                             |
| PRC B1    | Wirkstoff von einigen Schwangeren/Gebärfahigen eingenommen, keine Häufung von Missbildungen (o. Ä.) bekannt. Kein Risiko laut Tierversuchen.                                            |
| PRC B2    | Wirkstoff von einigen Schwangeren/Gebärfahigen eingenommen, keine Häufung von Missbildungen (o. Ä.) bekannt. Tierversuche mangelhaft, zeigen aber kein Risiko.                          |
| PRC B3    | Wirkstoff von einigen Schwangeren/Gebärfahigen eingenommen, keine Häufung von Missbildungen (o. Ä.) bekannt. Tierversuchen zeigen erhöhtes Risiko, Übertragbarkeit auf Menschen unklar. |
| PRC C     | Schädigungen (event.reversibel) des Fetus/Neugeborenen bekannt bzw. vermutet, jedoch keine Missbildungen. Spezifische Information vor Einsatz notwendig.                                |
| PRC D     | Missbildungen bzw. irreversible Schädigungen des Fetus/Neugeborenen bekannt bzw. vermutet. Spezifische Information vor Einsatz notwendig.                                               |
| PRC X     | absolute Kontraindikation. |

## Beispiele
Arzneistoffe mit bekannter teratogener Wirkung:
- ACE-Hemmer (zum Beispiel Captopril, Enalapril, Lisinopril)
- Penicillamin
- Lithium
- Tetracycline
- Kokain
- Busulfan
- Thalidomid
- Sulfonylharnstoffe
- Retinoide